# De Spiegel (tijdschrift)
De Spiegel is een voormalig Nederlands weekblad van protestantse signatuur. Evenals de Katholieke Illustratie concurreerde het blad met de populaire "wereldse" geïllustreerde bladen. Minstens tot 1936 had het de ondertitel Weekillustratie voor het christelijk gezin.
Van 1906 tot 1928 werd het blad uitgebracht door de gereformeerde uitgever Willem Kirchner (1866-1921) te Amsterdam en vanaf 1928 door Zomer & Keuning. In 1941 werd het blad verboden door de Duitse bezetter. In 1969 werd de uitgave vanwege teruglopende advertentie-inkomsten gestaakt.

## Karakteristiek
Het was voornamelijk een blad ter ontspanning, waarbij Gods woord de norm was. Men probeerde ook om de actualiteit in Bijbels licht te bezien. Zo werden de overstromingen van maart 1910 in verband gebracht met het steeds ongeloviger worden van het Nederlandse volk; het water werd gezien als 'de kastijdende hand Gods die over ons land is uitgestrekt'.
Het blad werd verlucht met foto's en advertenties. Onderwerpen en rubrieken waren:
- christelijke feestdagen
- de koninklijke familie
- feuilletons
- boekbesprekingen
- jubilea van verenigingen, predikanten en bruidsparen
- kinderrubrieken en pagina's gericht op vrouwen
- reisreportages
- korte verhalen
- overdenkingen
- puzzels

Na de oorlog verscheen het weer en bevatte het ook: 
- autorubrieken
- stripverhalen, zoals tussen 14 november 1964 en 27 december 1969 de strip Puk en Poppedijn van tekenaar Piet Wijn
- artikelen over maatschappelijke vraagstukken, zoals popmuziek en religieus gemengde huwelijken